# Naturalisme spirituel
 (octobre 2023).
La mise en forme du texte ne suit pas les recommandations de Wikipédia : il faut le « wikifier ».
Les points d'amélioration suivants sont les cas les plus fréquents. Le détail des points à revoir est peut-être précisé sur la page de discussion.
- Les titres sont pré-formatés par le logiciel. Ils ne sont ni en capitales, ni en gras.
- Le texte ne doit pas être écrit en capitales (les noms de famille non plus), ni en gras, ni en italique, ni en « petit »…
- Le gras n'est utilisé que pour surligner le titre de l'article dans l'introduction, une seule fois.
- L'italique est rarement utilisé : mots en langue étrangère, titres d'œuvres, noms de bateaux, etc.
- Les citations ne sont pas en italique mais en corps de texte normal. Elles sont entourées par des guillemets français : « et ».
- Les listes à puces sont à éviter, des paragraphes rédigés étant largement préférés. Les tableaux sont à réserver à la présentation de données structurées (résultats, etc.).
- Les appels de note de bas de page (petits chiffres en exposant, introduits par l'outil «  Source ») sont à placer entre la fin de phrase et le point final[comme ça].
- Les liens internes (vers d'autres articles de Wikipédia) sont à choisir avec parcimonie. Créez des liens vers des articles approfondissant le sujet. Les termes génériques sans rapport avec le sujet sont à éviter, ainsi que les répétitions de liens vers un même terme.
- Les liens externes sont à placer uniquement dans une section « Liens externes », à la fin de l'article. Ces liens sont à choisir avec parcimonie suivant les règles définies. Si un lien sert de source à l'article, son insertion dans le texte est à faire par les notes de bas de page.
- La présentation des références doit suivre les conventions bibliographiques. Il est recommandé d'utiliser les modèles {{Ouvrage}}, {{Chapitre}}, {{Article}}, {{Lien web}} et/ou {{Bibliographie}}. Le mode d'édition visuel peut mettre en forme automatiquement les références.
- Insérer une infobox (cadre d'informations à droite) n'est pas obligatoire pour parachever la mise en page.

Pour une aide détaillée, merci de consulter Aide:Wikification.
Si vous pensez que ces points ont été résolus, vous pouvez retirer ce bandeau et améliorer la mise en forme d'un autre article.

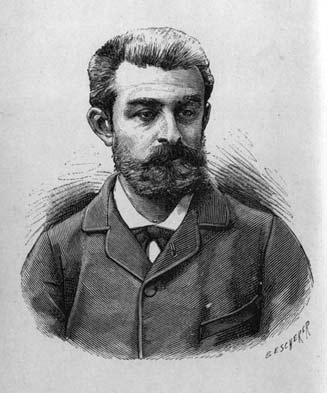
Joris-Karl Huysmans est une des premières figures du naturalisme spirituel

Le naturalisme spirituel, ou spiritualité naturaliste, est un mouvement qui associe une philosophie naturaliste à la spiritualité. Le naturalisme spirituel a vraisemblablement été proposé pour la première fois par Joris-Karl Huysmans en 1895 dans son livre En Route.
Se faisant connaître comme écrivain dans les années 1870, Huysmans s'impose rapidement parmi un groupe d'écrivains en plein essor, ceux de l'école dite naturaliste, dont Émile Zola est le chef reconnu. Dans Là-bas (1891), roman qui reflète l'esthétique du renouveau spirite et l'intérêt contemporain pour l'occulte, Huysmans formule pour la première fois une théorie esthétique qui cherche à synthétiser le quotidien et le transcendant : le « naturalisme spirituel ».
Bien avant que le terme de naturalisme spirituel ne soit inventé par Huysmans, on trouve des traces de ce système de valeurs dans le stoïcisme : « La vertu consiste en une volonté qui est en accord avec la Nature ».

## Terminologie

### Spiritualité
La spiritualité (de la racine latine spiritus « souffle, esprit », de spirare « respirer ») est un concept global lié à la religion et « qui affecte l'esprit ou l'âme humaine par opposition aux choses matérielles ou physiques ». À l'origine de nombreuses définitions différentes, ce concept a eu tendance à prendre une connotation plus positive que la religion au sens large à partir des années 1960 en raison de ses tendances à privilégier l'individualité et de son "association avec des expériences personnelles de la transcendance",.
Le chercheur en psychologie, Kenneth I. Pargament, a tenté une définition moins contextuelle en qualifiant la spiritualité de "recherche du sacré" de chaque individu.

### Naturalisme
Le naturalisme (du latin natura « naissance, nature, qualité ») est « l'idée ou la croyance que seules les lois et forces naturelles (par opposition aux lois et forces surnaturelles ou spirituelles) opèrent dans le monde ». Il a été particulièrement important en Amérique et a été un outil précieux dans les efforts des scientifiques visant à découvrir les lois naturelles de l'univers, car il affirme que tout peut être expliqué par le langage et le pouvoir explicatif de l'expérimentation scientifique empirique. Il ne s’agit cependant pas nécessairement d’une absence de religion, si on inclut dans la quête religieuse la recherche des vérités de l’univers. Le chercheur Jerome A. Stone définit le naturalisme comme « affirmant que l'attention devrait être concentrée sur les événements et les processus de ce monde pour fournir le meilleur degré d'explication et de sens possible de cette vie ».
La version spirituelle du naturalisme trouve des moyens de concilier l'expérience religieuse avec l'idée que tout est naturel et peut être étudié en utilisant des méthodes applicables à l'étude de la nature, y compris la place des humains dans l'univers.

## Origines
Les principales formes modernes de naturalisme spirituel sont le naturalisme religieux, l'humanisme religieux et le panthéisme dualiste. Le terme peut également s'appliquer aux croyances de certains mouvements néopaganistes, aux tenants de la philosophie du processus, à la plupart des taoïstes, à un certain nombre d'hindouistes et à une variété de penseurs indépendants non affiliés qui fondent leur expérience spirituelle directement sur la nature elle-même plutôt que sur les divinités et le surnaturel (à l'instar des Épicuriens). Certaines congrégations juives libérales, les Amis non-théistes et les unitariens partagent aussi des croyances orientées vers le naturalisme spirituel.
Ainsi, diverses formes de naturalisme spirituel existent depuis des temps anciens, les philosophies panthéistes du taoïsme et les mysticismes naturels orientaux en étant peut-être les exemples les plus notables. À l'époque contemporaine, on constate un regain d'intérêt pour le naturalisme religieux, à travers sa version panthéiste et certaines perspectives chrétiennes libérales. Des théologiens tels que John Shelby Spong et Paul Tillich ont ainsi adopté une pensée naturaliste non laïque.
Des auteurs récents comme Ursula Goodenough, Chet Raymo, Karl E. Peters, Loyal Rue et Stuart Kauffman mettent en avant le paradigme du naturalisme spirituel à travers leurs écrits.
En outre, quelques théologiens modernes aux orientations libérales ont rejeté certaines des affirmations historiques de la Bible et du surnaturalisme et ont développé des formes progressistes du christianisme et du judaïsme proches du naturalisme théiste. Parmi eux on trouve : Mordecai Kaplan, John Shelby Spong, Paul Tillich, John AT Robinson, William Murry et Gordon Kaufman. On peut également inclure dans ce mouvement ceux qui s'intéressent à la théologie du process.

## Orientations
Les partisans du naturalisme spirituel peuvent varier dans leurs positions religieuses : déisme, théisme (ou théisme de processus), le non-théisme et l'athéisme, voire d'autres orientations. Cependant, la majorité des adhérents sont considérés comme agnostiques ou athées, tandis que beaucoup préfèrent ne pas être catégorisés. Il existe une grande divergence d’opinions sur la manière d’aborder la divinité ou l'absence de divinité. Il y a ceux qui voient Dieu comme le processus créatif de l'univers, ceux qui le définissent comme la totalité de l'univers (Le Tout), ceux qui se réfèrent à Dieu de manière métaphorique et certains athées qui proclament qu'une telle entité n'existe pas et refuse l'utilisation du terme.
Le naturalisme spirituel vise principalement à trouver des moyens d'accéder aux sentiments spirituels traditionnels sans inclure d'éléments surnaturels incompatibles avec la science et le naturalisme au sens large. Les adeptes croient que la nature, dans toute sa diversité et ses merveilles, se suffit à elle-même pour susciter les réponses intellectuelles et émotionnelles associées à l'expérience spirituelle et qu'il n'est donc pas nécessaire de croire au concept anthropomorphique traditionnel des divinités.
Les adeptes du naturalisme spirituel sont généralement influencé par la science, mais à la différence des autres naturalistes, ils estiment que l'abandon de la superstition n'implique pas nécessairement l'abandon de la spiritualité. Pour eux, l’expérience intellectuelle et émotionnelle de quelque chose de plus grand que soi est considérée comme un phénomène valable, la spiritualité pouvant être considérée comme « une réponse émotionnelle à la réalité ». [réf. nécessaire]

## Exemples dans les religions et les philosophies

### Judaïsme
Les idées naturalistes spirituelles sont répandues dans le judaïsme reconstructionniste : un mouvement juif moderne basé sur les idées de Mordecai Kaplan. Les juifs reconstructionnistes affirment que le judaïsme, en tant que culture et en tant que religion, doit évoluer et s’adapter à la modernité. Dieu n'est pas perçu comme un être surnaturel, mais comme étant « manifesté dans la pratique de la bonté, de la justice et de la droiture sur la terre ». La conception reconstructionniste de Dieu est compatible avec l'affirmation du naturaliste spirituel selon laquelle il n'y a pas de surnaturel : la spiritualité se manifeste dans le monde physique. Kaplan déclare également que « la réalité de Dieu devra désormais être vécue à travers le fonctionnement de la conscience dans la conduite des hommes et des nations ». Pour Kaplan et les Juifs reconstructionnistes, Dieu est la conscience collective de la communauté juive, et non un être surnaturel distinct. On s’efforce de connaître Dieu et connaître Dieu c’est savoir vivre moralement.

### Christianisme
Le naturalisme dans le christianisme est apparu pour la première fois chez les humanistes de la Renaissance,, qui mettent l'accent sur le potentiel individuel et social et l'action des êtres humains. Ils considèrent que les êtres humains doivent être le point de départ d'investigations morales et philosophiques sérieuses. À l'époque de la Renaissance, la plupart des humanistes étaient chrétiens, leur souci était donc de « purifier et de renouveler le christianisme », et non de le supprimer. Leur vision était de revenir ad fontes (« aux sources ») c'est-à-dire à la simplicité du Nouveau Testament, en contournant les complexités de la théologie médiévale.
Le philosophe chrétien John Hick pensait que le langage de la Bible devait être démythifié pour être compatible avec le naturalisme. Il a proposé une christologie démythifiée, arguant que Jésus n'était pas Dieu incarné, mais un homme doté d'une expérience remarquable de la réalité divine. Pour Hick, la qualification de Jésus comme "Fils de Dieu" était une métaphore utilisée par les disciples de Jésus pour décrire leur engagement envers ce que Jésus représentait. Hick pensait que démythifier l’incarnation donnerait du sens aux diverses religions du monde en leur fournissant la même valeur comme moyen de rencontrer Dieu.
Avec le développement de la pensée scientifique et des découvertes en matière d’évolution, de physique, etc., la vision chrétienne du monde a été confrontée à des défis. Au fil du temps, diverses idées sont apparues sur la manière de concilier ces vérités scientifiques avec les vérités théologiques des doctrines du christianisme. La théorie autrefois populaire de l’univers mécanique, qui affirmait que Dieu a créé l’univers pour qu’il suive son cours suivant sa prédétermination mécanique a perdu en popularité après de nouvelles découvertes sur la nature probabiliste de l'univers. Il y a aussi la théorie que Dieu agirait de manière surnaturelle d’une manière à masquer la présence du surnaturel – peut-être au niveau quantique où les scientifiques ne peuvent rien déterminer avec précision.
Une autre interprétation, où les deux vérités peuvent être simultanées et coïncidentes, vient de la citation du Nouveau Testament : « Au commencement était la Parole, et la Parole était avec Dieu, et la Parole était Dieu... Par lui toutes choses ont été faites ; sans lui. rien n'a été fait de ce qui a été fait. » Cela peut être interprété comme disant que la Parole de Dieu n'est pas Dieu, mais l'expression parfaite de Dieu qui est Dieu et n'est pas Dieu mais donne naissance à la création. Selon les mots de Rudolf Brun « La révélation chrétienne sur la création ne proclame pas que la création est une extension ou une fonction ancrée en Dieu. Au contraire, la Parole de Dieu qui est et reste Dieu est donnée à la création. C'est un don qui donne du pouvoir. création pour devenir elle-même. » Cela permet à Dieu d'être toutes choses (panthéisme) et en toutes choses (panenthéisme) sans qu'aucun de ces cas ne soit vrai. Cela permet d’intégrer la croyance chrétienne en Dieu dans une vision du monde où il n’y a pas de chemin prédéterminé pour le cosmos, parce que Dieu a tellement aimé le monde que la Parole a été donnée librement pour devenir la nature dans toute sa créativité et sa liberté.

### Épicurisme
Parmi les philosophies hellénistiques, la tradition épicurienne apparait comme une philosophie naturaliste cohérente et complète avec sa physique, son éthique et sa cosmologie. En raison du recours méticuleux à l'"epilogismos" (la pensée empirique ou pragmatique) recommandée par le fondateur Épicure de Samos, cette philosophie est particulièrement compatible avec les idées scientifiques contemporaines. Elle a des racines profondes dans la culture occidentale et a inspiré Thomas Jefferson, l'auteur de la Déclaration d'Indépendance des États-Unis, ainsi que Giordano Bruno, Isaac Newton, et de nombreux autres.
La philosophie épicurienne utilise "le Canon" dans son épistémologie, qui est un outil composé des cinq sens, des facultés de plaisir et de douleur, ainsi que d'une faculté liée au langage et à la mémoire appelée "prolepsis". Les Épicuriens enseignaient que ces facultés constituaient notre lien naturel avec la réalité et ils insistaient sur la nécessité de leur expression claire afin de s'assurer que le langage reflète la nature des choses. Ils intègrent également des rituels (Eikas, une fête de la raison, de la nourriture et de l'amitié était célébrée le vingtième jour de chaque mois, a été établie par Épicure dans son testament), l'appui d'une communauté et d'autres caractéristiques culturelles traditionnellement associées à la religion.
Le poème épique De rerum natura de Lucrèce - un ancien épitomé de philosophie naturelle - est l'écriture épicurienne la plus complète, avec trois des épîtres du fondateur, ses principales doctrines et les paroles du Vatican. Il existe également des dizaines de rouleaux d'Herculanum qui ont survécu à l'éruption du Vésuve en 79 et qui ont été conservés par Philodème de Gadara. Certains ministres unitariens, une dénomination de Juifs humanistes laïcs ont incorporé l’épicurisme dans leurs liturgies et traditions de diverses manières. Il existe également des organisations épicuriennes en Grèce, en Italie, en Australie et aux États-Unis.

### Taoïsme
Le terme Tao qui signifie « voie », « chemin » ou « principe » peut être trouvé dans des philosophies et des religions chinoises distinctes du taoïsme. Dans le taoïsme, le Tao désigne quelque chose qui est à la fois la source et la force derrière tout ce qui existe. Les doctrines et l'éthique taoïstes peuvent varier selon les écoles mais en général, elles ont tendance à mettre l'accent sur le Wuwei (l'action par la non-agir), le « naturalité », la simplicité, la spontanéité et les Trois Trésors : la compassion, modération et humilité. Bien que le Tao soit au final transcendant, il est également immanent. Selon ce deuxième concept, il est la voie de l'univers, la norme, le rythme, la puissance motrice de toute la nature et le principe ordonnateur derrière toute vie.
Ainsi, comme le dit le Dao de Jing :
« Le Tao dont on peut parler n'est pas le Tao Éternel. Les noms peuvent être dits, mais pas le Nom Éternel. En tant qu'origine du ciel et de la terre, il est sans nom : En tant que « La Mère » de toutes choses, on peut le nommer. »

### Bouddhisme
D'une certaine manière, le naturalisme spirituel pourrait être considéré comme une forme de bouddhisme philosophique. Il existe de nombreuses écoles et façons de concevoir le bouddhisme et de façon de le pratiquer. De nombreux concepts du bouddhisme peuvent être interprétés en termes naturalistes. Le bouddhisme a certainement inspiré diverses pratiques du naturaliste spirituel comme la méditation, la pleine conscience ou encore la notion de compassion. Par conséquent, de nombreux bouddhistes peuvent aussi se qualifier de naturalistes spirituels".

## Lectures complémentaires
- 2013 - Ouvrage collectif (Coordinatrices d'ouvrage : Cadars (Marie-Cécile), Cedergren (Mickaëlle)) - Le Naturalisme spiritualiste en Europe (  (ISBN 978-2-8124-0855-7))
- 2008 - Jerome A. Stone - Religious Naturalism Today: The Rebirth of a Forgotten Alternative, State U. of New York Press (Dec 2008),  (ISBN 0-7914-7537-9)
- 2008 - Chet Raymo - When God Is Gone, Everything Is Holy: Making of a Religious Naturalist, Sorin Books (September 2008),  (ISBN 1-933495-13-8)
- 2006 - Loyal Rue - Religion is not About God, Rutgers University Press (September 25, 2006),  (ISBN 0-8135-3955-2)
- 2004 - Gordon Kaufman - In the Beginning….Creativity, Augsburg Fortress Publishers (July 2004),  (ISBN 0-8006-6093-5)
- 2000 - Ursula Goodenough - The Sacred Depths of Nature, Oxford University Press, USA; 1 edition (June 15, 2000),  (ISBN 0-19-513629-2)
- 2000 - David Ray Griffin - Religion and Scientific Naturalism: Overcoming the Conflicts, SUNY Press, (January 1, 2000),  (ISBN 0791492613)